# Plextor

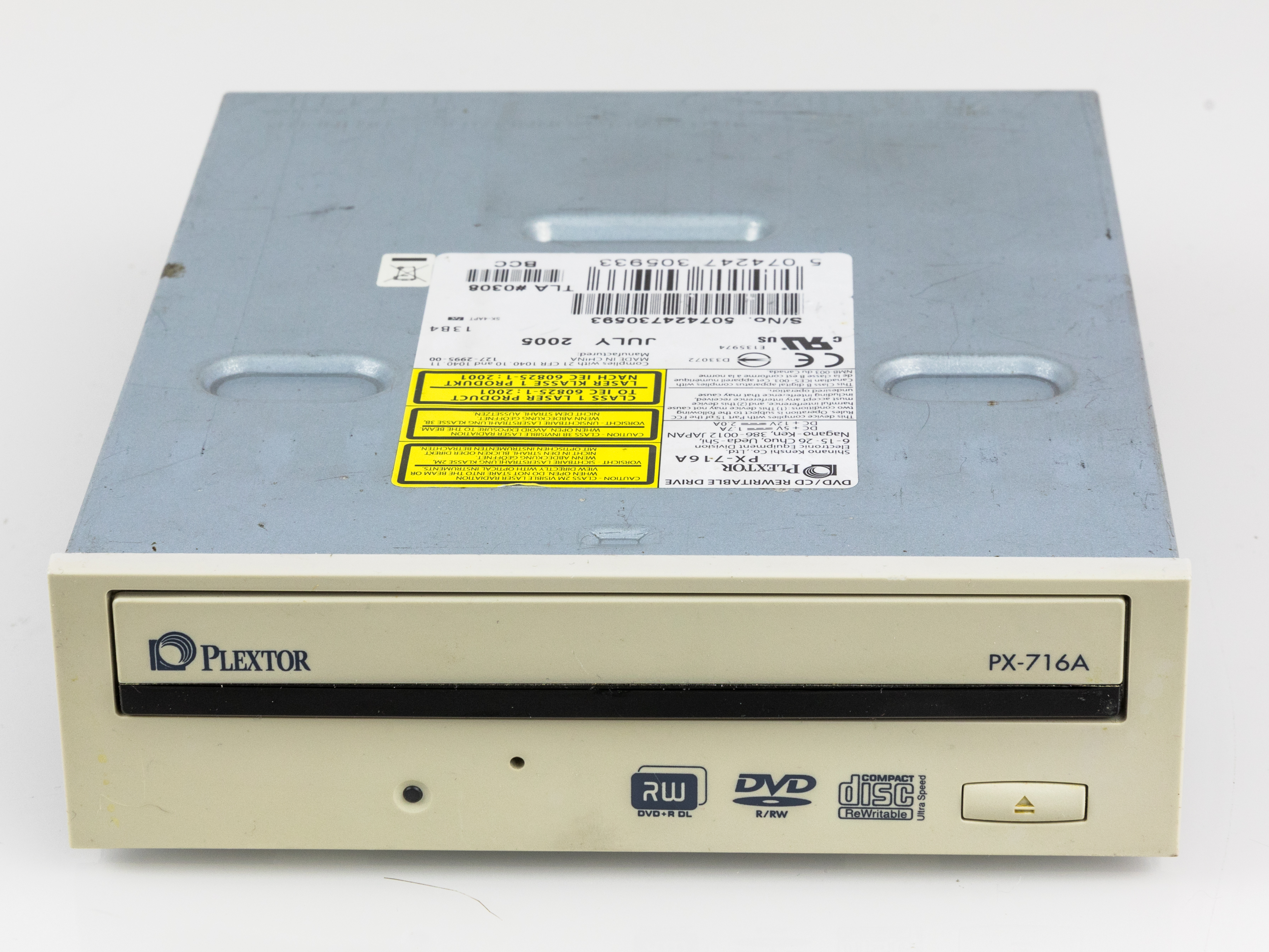
Lecteur de DVD-RW et CD-RW.

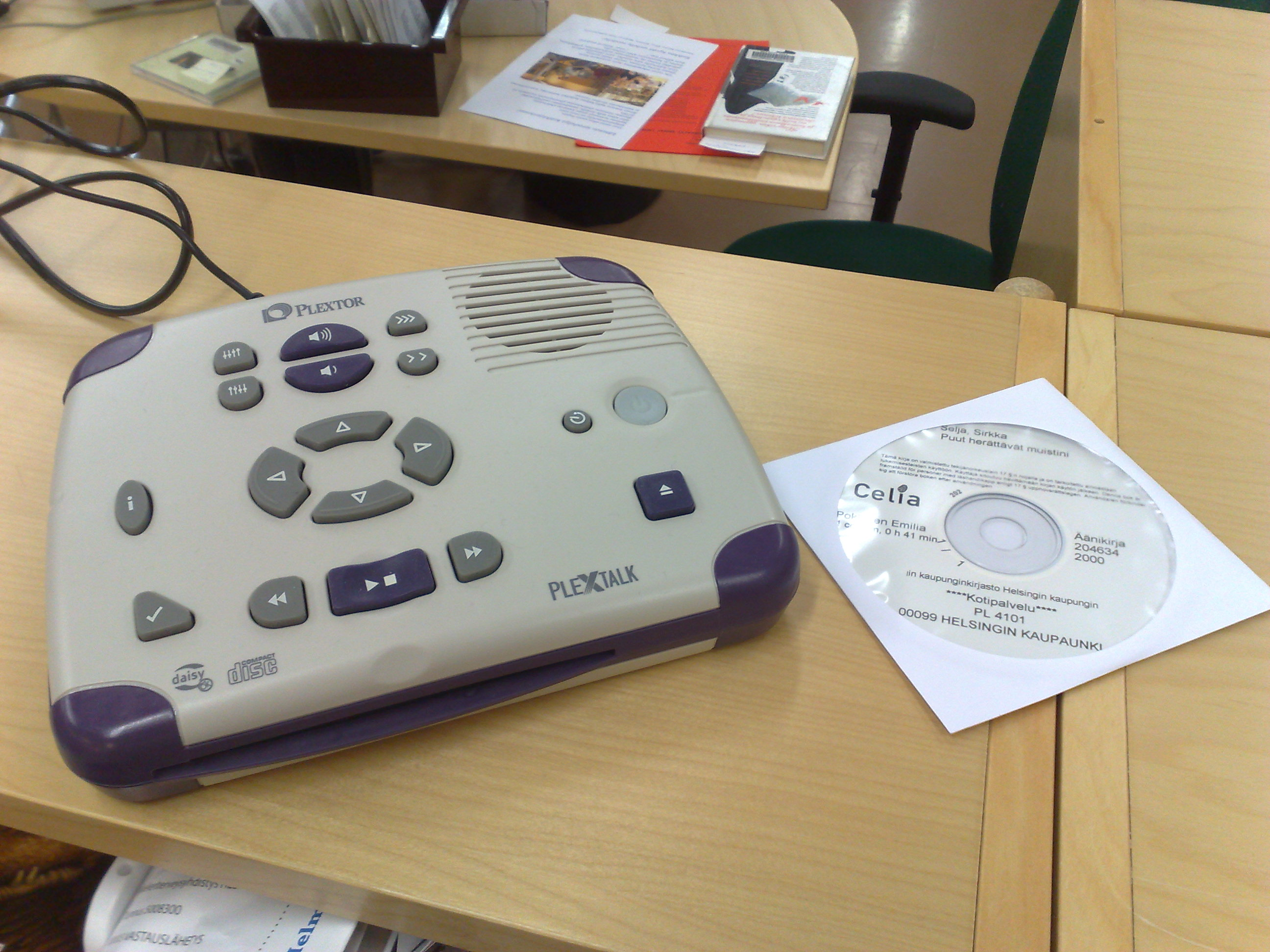
Lecteur Daisy de Plextor

Plextor (プレクスター株式会社, Purekusutā Kabushiki kaisha) était une entreprise produisant principalement des lecteurs optiques.